# Macropis hedini
Macropis hedini là một loài ong trong họ Melittidae. Loài này được Alfken miêu tả khoa học đầu tiên năm 1936.